# 九駿棋
九駿棋（Jeson Mor），是蒙古的兩人棋類，採用西洋棋的吃法，勝利方式卻是佔領棋盤的中央格。

## 棋具
棋盤為九乘九棋格。棋子各方有九枚，以兩色各代表一方，造型為蒙古象棋的馬，各置於己方的最底線。

## 規則
- 每方輪流動一己棋，如西洋棋的馬移動，也可以吃掉到達目的格的敵子。

- 若己方回合開始時，一枚己棋仍停留在棋盤中央格則獲勝[1]。

## 外部連結
- 遊戲介紹 （页面存档备份，存于）
- 遊戲下載